# Sainte-Chapelle di Vincennes
La Sainte-Chapelle di Vincennes (Sainte-Chapelle de Vincennes in lingua francese) è una cappella fondata nel 1379 all'interno della cinta del Castello di Vincennes, su disposizione del re di Francia Carlo V, allo scopo di ospitare le reliquie della Passione di Cristo.

## Storia

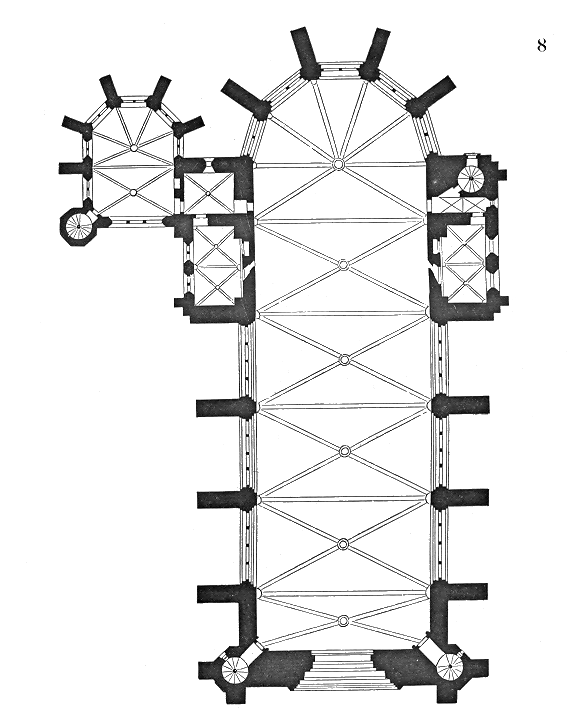
Pianta della Sainte-Chapelle di Eugène Viollet-le-Duc.

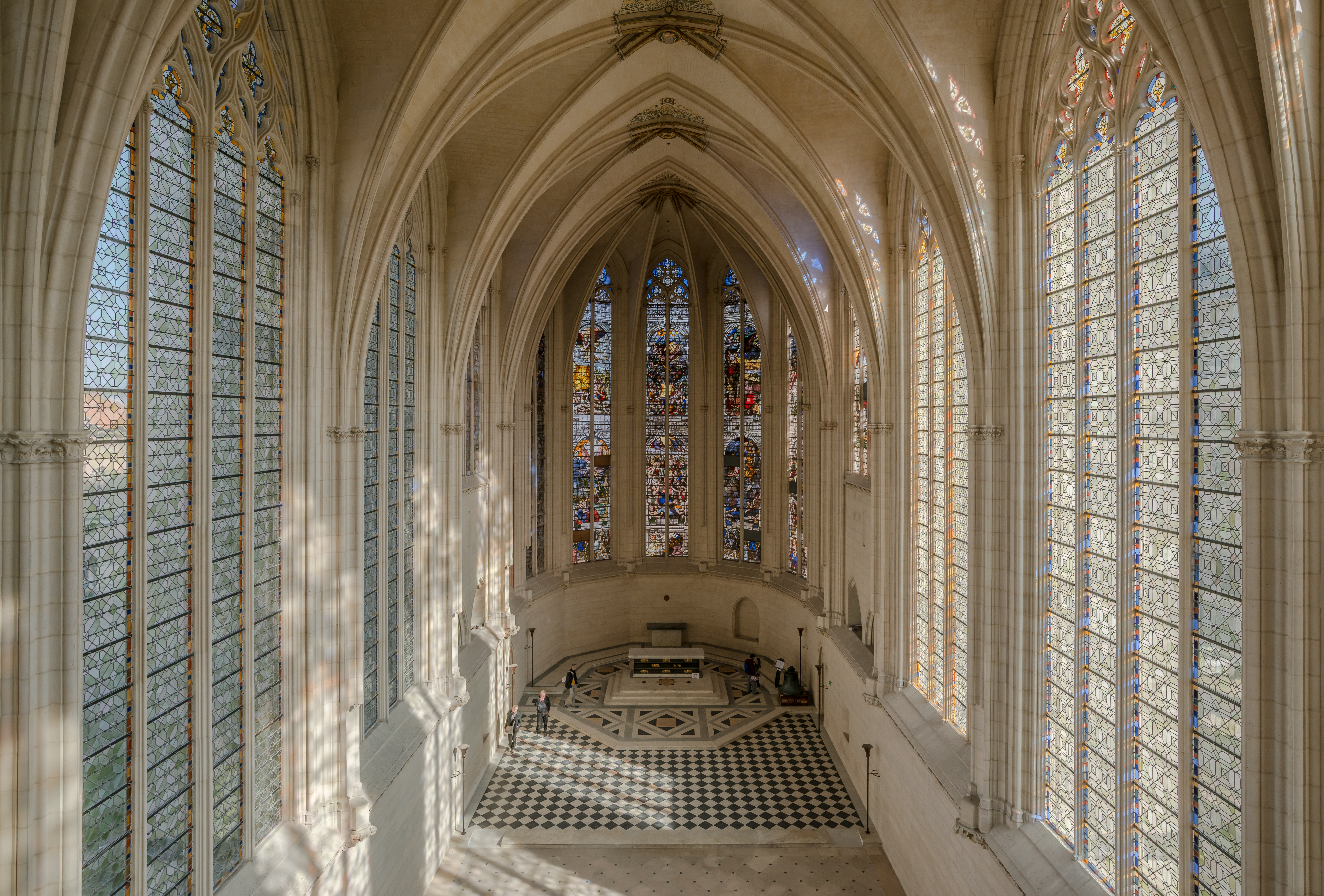
Interno della cappella

I lavori furono affidati agli architetti Raymond du Temple e Pierre de Montereau. La pianta di base riprende quella della Sainte-Chapelle del Palais de la Cité a Parigi.
La Sainte-Chapelle di Vincennes non avrà che un solo piano di 20 metri di altezza invece di due come quella di Parigi. La Sainte-Chapelle di Vincennes è un capolavoro dello stile gotico flamboyant.
Alla morte di Carlo V, nel 1380, i lavori proseguirono sotto il suo successore, Carlo VI. Sotto il suo regno furono completati il coro, i due oratori, la sagrestia e il tesoro, contenente le reliquie della Passione. Proseguirono i lavori d'innalzamento della navata, di un solo livello e di proporzioni vertiginose. I lavori proseguirono sotto i successori di Carlo VI, con un certo numero d'interruzioni.
La facciata fu terminata solo sotto il regno di Luigi XI, verso il 1480. In più egli confermò, con sue lettere patenti del febbraio 1474, i privilegi della Sainte-Chapelle.
Sotto Francesco I, l'elemosiniere ordinario del re, Guillaume Dubois fu tesoriere della Sainte-Chapelle del Castello di Vincennes, poi cantore di quella di Parigi.
Non fu che sotto Enrico II che furono realizzate le decorazioni interne. Nel 1551 egli fece trasferire, per ragioni di maggior accessibilità, la sede dell'Ordine di San Michele a Vincennes da Mont-Saint-Michel. L'edificio fu inaugurato nel 1552. Le vetrate definitive rimpiazzarono nel 1559 quelle bianche, provvisoriamente installate nel 1556.

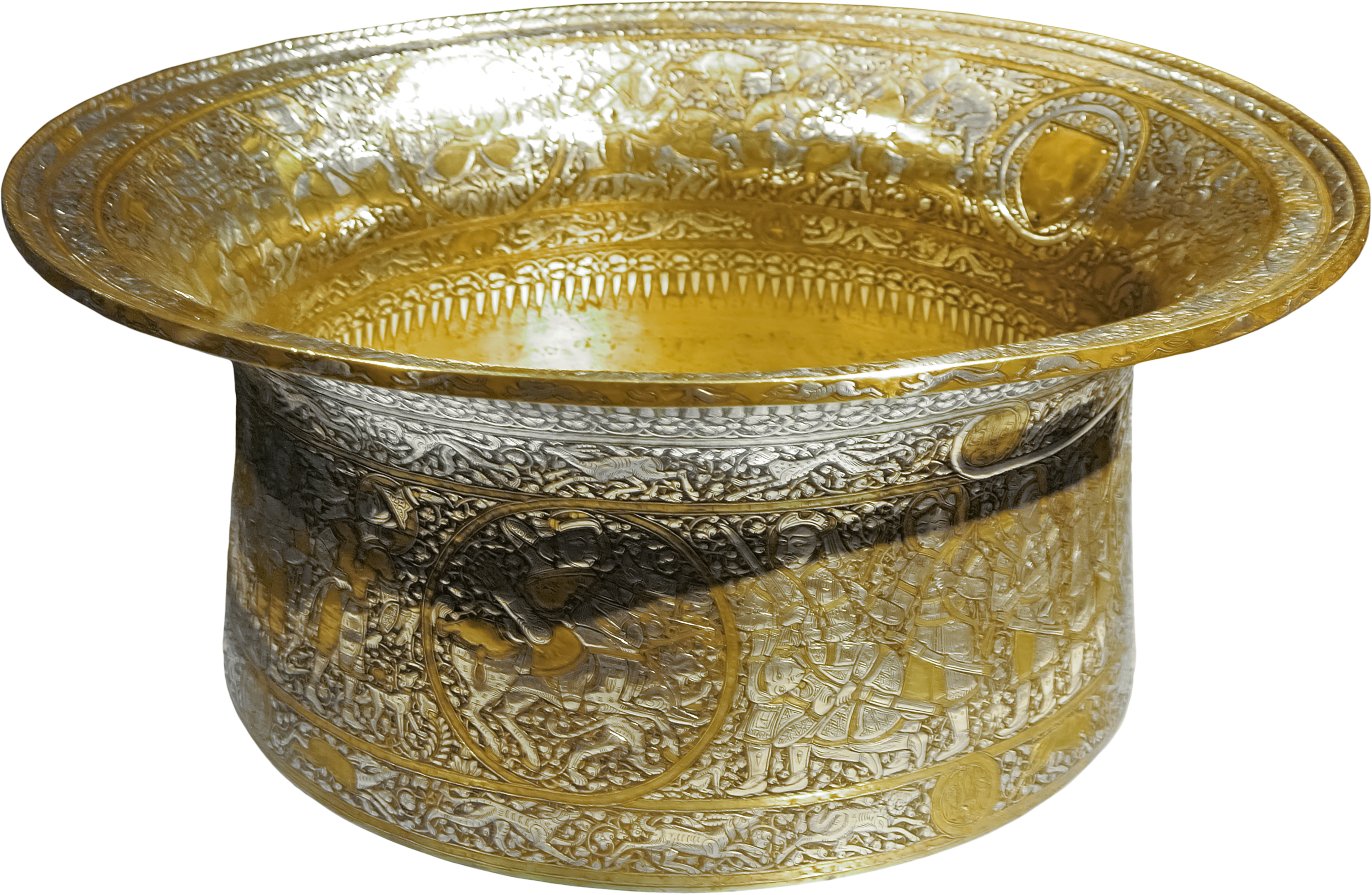
Il battistero di San Luigi

Nel 1793, con la rivoluzione francese, gli arredi e le decorazioni interne furono distrutti e le vetrate smantellate. La Sainte-Chapelle di Vincennes conservò a lungo, nel suo tesoro, il battistero di San Luigi. Da Luigi XIII almeno esso fu utilizzato come fonte battesimale per im battesimi dei figli dei re di Francia. Il battistero reale fu trasferito al Museo del Louvre nel 1793.
Tra le sue mura riposano personaggi storici quali: 
- Bernardin Gigault, marchese di Bellefonds, signore dell'Île-Marie e di Gruchy, nato nel 1630, morto il 4 dicembre 1694 a Vincennes, fu un militare francese, Maresciallo di Francia nel 1668;
- Luigi Antonio di Borbone-Condé, duca d'Enghien, principe del sangue francese, fucilato nel fossato del castello di Vincennes.

Con la tempesta del 26 dicembre 1999, il vento ha attraversato a 200 km/h la Sainte-Chapelle, distruggendo le vetrate delle aperture della navata che erano state ricostruite dopo la loro distruzione subita durante la seconda guerra mondiale. Il vento ha inoltre provocato un "effetto tamburo" mettendo le volte in vibrazione, facendo cadere numerosi giunti e provocando significative deformazioni.
Sono stati effettuati lavori di rinnovamento e di consolidamento per un importo di spesa di 4,284 milioni di euro. Essi sono consistiti principalmente nella sostituzione di certi conci, nella ripresa dei giunti e dei fianchi delle volte, nel restauro di dipinti di sfondo e delle cinquanta teste scolpite alla base. L'edificio è stato riaperto al pubblico dal settembre 2009. Tuttavia la caduta di una gargolla nel gennaio 2009 ha fatto intraprendere una campagna di restauri della facciata che è terminata nel 2017. Il restauro delle vetrate del coro e della rete in piombo ha avuto inizio nel 2016.

## Le vetrate

### Aspetti generali

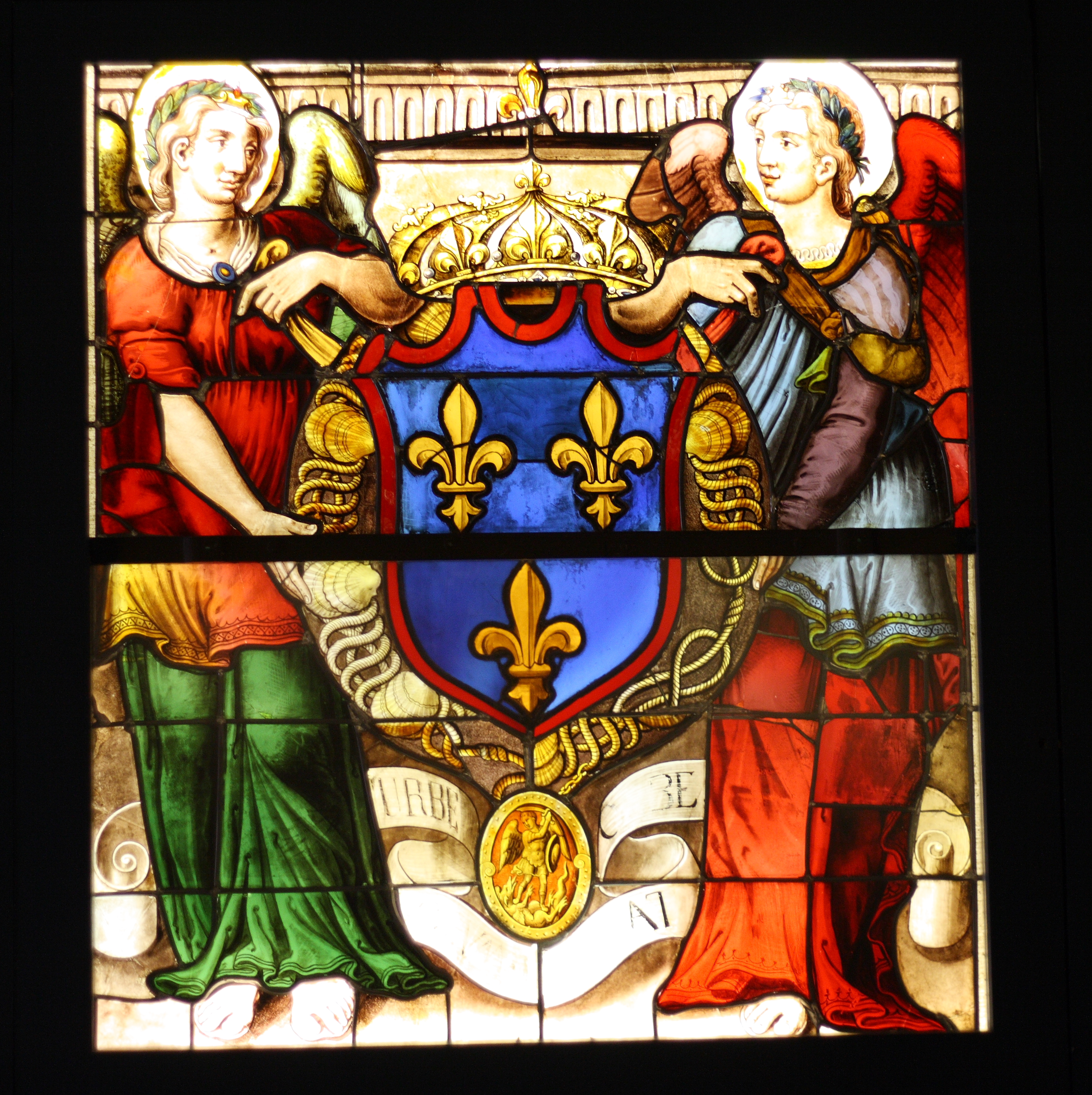
Trofeo d'arme del cuore, Museo nazionale del Rinascimento a Écouen.

La decorazione interna è stata nell'insieme molto curata, ma l'elemento più notevole era l'insieme delle vetrate offerto da Enrico II. Esso è stato ordinato da Philibert Delorme, architetto, al celebre vetraio parigino Nicolas Beaurain, su cartoni di un artista non identificato e talvolta denominato "Maestro delle vetrate di Vincennes" (può darsi che si tratti di Claude Badouin o di Jean Cousin il Vecchio). Capolavori dell'arte vetraria parigina del XVI secolo, esse si caratterizzano per il notevole uso della grisaglia, per la strutturazione delle composizioni con elementi architettonici e per un'attenzione tutta particolare alla luminosità. I colori dominanti sono soprattutto tinte chiare: giallo, arancio e grigio. Beaurain vi diede prova della maestria della sua arte, legata al prestigio di questo cantiere: le piastre di vetro colorato sono di grossa taglia, raggiungendo talvolta quaranta o cinquanta centimetri, la pittura è estremamente accurata, specialmente sui visi trattati come dipinti e la grisaglia è applicata sulle due facce in modo da creare effetti di opalescenza.
Alexandre Lenoir, che le ha salvate, ed Émile Mâle le considerano con la più grande ammirazione, quest'ultimo le ha definite come:
(Émile Mâle, L'Art religieux de la fin du Moyen Âge en France, Paris, 1949, p. 451)

### Composizione

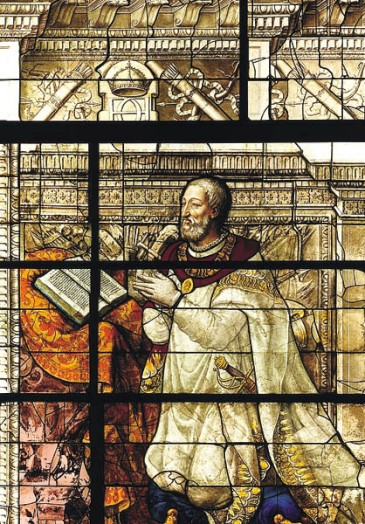
Francesco I vestito da cavaliere di San Michele, Museo nazionale del Rinascimento a Écouen.

La composizione delle vetrate è stata strutturata su quattro registri sovrapposti, separati da elementi architettonici rinascimentali che contrastano con gli infissi nei quali s'inseriscono le finestre. Tutti gli elementi architettonici sono in grisaglia. In basso si trova la figura di uno zoccolo scolpito di trofei, di fronte al quale si trovano personaggi in preghiera volti verso il coro. Si tratta di cavalieri dell'Ordine di San Michele in abito dell'ordine. Nella vetrata centrale del coro, nel posto d'onore, si vede il re in preghiera con a fianco due trofei con le arme di Francia, volto verso la Vergine con il Bambino in trono, il cui originale si trova oggi al Museo del Louvre, e tutte le figure paiono volte verso di loro.
Al di sopra si trovano due registri istoriati delimitati dalla figura di archi di stile rinascimentale. Tra i due corre un fregio con alternanza fra triglifi e metope decorati con monogrammi, di triple mezzelune e di archi e di frecce. Un secondo fregio che rappresenta gli stessi emblemi in fogliame si aggiunge a questi due registri.
Un quarto registro si trova nella sull'alto delle vetrate, nella parte ogivale. Esso si compone di ghimberghe a volute e degli emblemi sopra citati.

### Programma

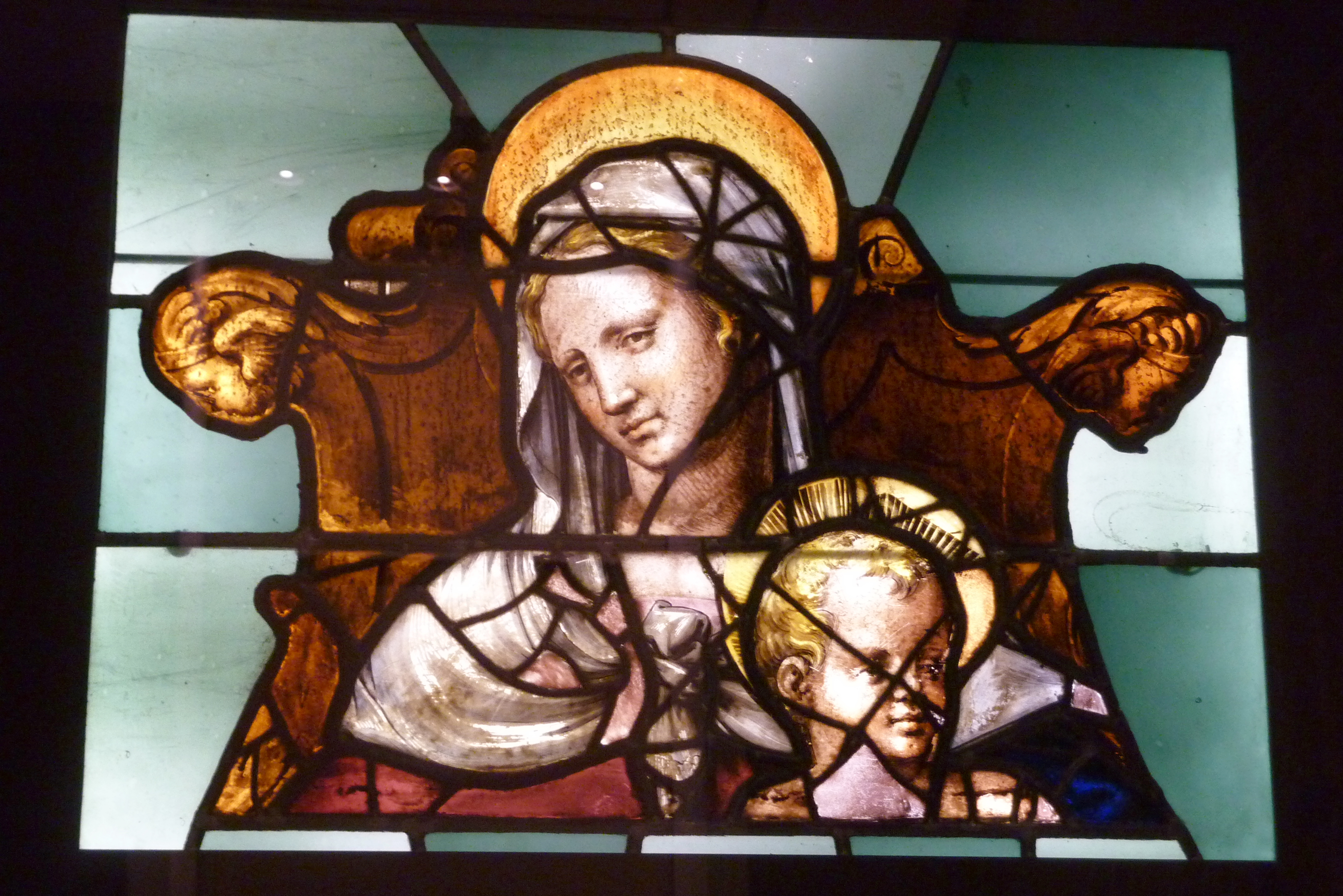
La Vergine con il Bambino, Museo del Louvre a Parigi.

Le vetrate della navata sono andate in gran parte perdute a causa delle distruzioni dell'epoca rivoluzionaria. Esse sono essenzialmente note per dei disegni, particolarmente quelli in rilievo di François Roger de Gaignières. Il decoro era soprattutto emblematico. Nel coro, al contrario, l'illustrazione dell'Apocalisse di Giovanni. Le vetrate vi si caratterizzano per una policromia molto marcata con un uso virtuoso di vetri colorati, che vanno dal rosa pastello e dal Jean-Cousin, ai rossi e ai blu più intensi. Le numerose scene di fiamme, in particolare, sono trattate con una maestria eccezionale per questa arte.
Il soggetto si sviluppa su cinque grandi vetrate e due piccole, in alto, con dodici pannelli istoriati:
- vetrata alta, sinistra del coro : visione di tre angeli
- prima vetrata, in alto: il piccolo libro
- prima vetrata, in basso: i due testimoni
- seconda vetrata, in alto: la terza tromba ("cadde dal cielo una grande stella...")
- seconda vetrata, in basso: la quarta tromba ("un terzo del sole, un terzo della luna e un terzo degli astri...")
- terza vetrata, in alto: la quinta tromba ("...vidi un astro caduto dal cielo sulla terra.")
- terza vetrata, in basso: la sesta tromba ("Allora udii una voce, dai lati dell'altare d'oro...")
- quarta vetrata, in alto: la prima tromba ("...grandine e fuoco mescolati a sangue scrosciarono sulla terra")
- quarta vetrata, in basso: la seconda tromba ("...come una gran montagna di fuoco fu scagliata nel mare.")
- quinta vetrata, in alto: i sette tuoni
- quinta vetrata, in basso: l'ultima tromba ("Il settimo angelo suonò la tromba...")
- vetrata alta, a destra del coro: visione del Figlio dell'Uomo.